# Onesse-Laharie
Onesse-Laharie es una comuna francesa situada en el departamento de Landas, de la región de Nueva Aquitania.

## Historia
Fue creada en 1833, con el nombre de Onesse-et-Laharie, con la unión de las comunas de Laharie y Onesse.
En 1863 esta comuna cedió terrenos para la creación de la comuna de Solférino.
La comuna se llamó Onesse-et-Laharie hasta 2013.

## Demografía
| Gráfica de evolución demográfica de Onesse-Laharie entre 1836 y 2022 |
|                                                                      |

Los datos demográficos contemplados en este gráfico se han cogido de la página francesa EHESS/Cassini.